# استر (فیلم ۱۹۹۹)
اِستر (انگلیسی: Esther) یک تله‌فیلم آمریکایی-ایتالیایی-آلمانی است که ادعا دارد بر پایه کتاب استر ساخته و در سال ۱۹۹۹ منتشر شد.

## بازیگران
- لوئیس لومبارد در نقش استر
- اف. موری آبراهام در نقش مردخای
- یورگن پراخنو در نقش هامان
- توماس کرچمان در نقش اخشورش (خشایارشا)
- اورنلا موتی در نقش وَشتی
- ناتاشا ویلیامز در نقش می‌مونا
- فرانک بیکر در نقش عزرا
- دارن برانستورد در نقش نحمیا
- جان هالیز
- اومبرتو اورسینی